# William Harrington Hulton-Harrop
William Harrington Hulton-Harrop, britanski general, * 1906, † 1979.